# جيمي إي. هوارد
جيمي إي. هوارد (بالإنجليزية: Jimmie E. Howard)‏ هو عسكري أمريكي، ولد في 27 يوليو 1929 في برلنغتون في الولايات المتحدة، وتوفي في 12 نوفمبر 1993 في سان دييغو في الولايات المتحدة.